# Cornelius Shea
Cornelius Shea (Staten Island, 1863 – 1952) è stato uno scrittore e sceneggiatore statunitense.
Specializzato in storie western, scriveva racconti per il Wild West Weekly. Molti dei suoi soggetti vennero adattati per il cinema; alla Selig Polyscope Company collaborò spesso come sceneggiatore ai western di Tom Mix.

## Filmografia
- The Jealousy of Miguel and Isabella, regia di William Duncan - cortometraggio (1913)
- Taming a Tenderfoot, regia di William Duncan - cortometraggio (1913)
- Sallie's Sure Shot, regia di William Duncan - cortometraggio (1913)
- The Stolen Moccasins, regia di William Duncan - cortometraggio (1913)
- The Rejected Lover's Luck, regia di William Duncan - cortometraggio (1913)
- The Capture of Bad Brown, regia di William Duncan - cortometraggio (1913)
- The Schoolmarm's Shooting Match, regia di William Duncan - cortometraggio (1913)
- The Rustler's Reformation, regia di William Duncan - cortometraggio (1913)
- The Lucky Elopement, regia di Ralph Ince - cortometraggio (1914)
- The Outlaw's Bride, regia di Tom Mix - cortometraggio (1915)
- Saved by Her Horse, regia di Tom Mix - cortometraggio (1915)
- The Gold Dust and the Squaw, regia di Tom Mix - cortometraggio (1915)
- The Auction Sale of Run-Down Ranch, regia di Tom Mix - cortometraggio (1915)
- The Girl and the Mail Bag, regia di Tom Mix - cortometraggio (1915)
- The Foreman's Choice, regia di Tom Mix - cortometraggio (1915)
- The Race for a Gold Mine, regia di Tom Mix - cortometraggio (1915)
- The Tenderfoot's Triumph, regia di Tom Mix - cortometraggio (1915)
- The Impersonation of Tom, regia di Tom Mix - cortometraggio (1915)
- On the Eagle Trail, regia di Tom Mix - cortometraggio (1915)
- 5,000 Dollar Elopement (o Five Thousand-Dollar Elopement), regia di Tom Mix - cortometraggio (1916)
- $5,000 Reward
- The Girl of Gold Gulch, regia di Tom Mix - cortometraggio (1916)
- The Luck That Jealousy Brought, regia di Tom Mix - cortometraggio (1917)